# 11453 Cañada-Assandri
A 11453 Cañada-Assandri (ideiglenes jelöléssel (11453) 1981 DS1) a Naprendszer kisbolygóövében található aszteroida. Schelte J. Bus fedezte fel 1981. február 28-án.

## Kapcsolódó szócikk
- Kisbolygók listája (11001–11500)